# Carcinoma escatós de la pell
El carcinoma escatós de la pell (CE) o carcinoma de cèl·lules escatoses de la pell o carcinoma cutani de cèl·lules escatoses o carcinoma espinocel·lular de la pell (CEC) o epitelioma espinocel·lular de la pell o carcinoma epidermoide de la pell, és un dels principals tipus de càncer de pell juntament amb el carcinoma basocel·lular (CBC) i el melanoma. Generalment es presenta com un bony dur amb la part superior escamosa, però també pot formar una úlcera. L’aparició sovint passa de mesos. El càncer de pell de cèl·lules escatoses és més propens a propagar-se a zones distants que el càncer basocel·lular. Quan es confina a la capa més externa de la pell, una forma precancerosa o in situ del CEC es coneix com a malaltia de Bowen.
El factor de risc més gran és una elevada exposició total a la radiació ultraviolada del Sol. Altres riscos inclouen cicatrius anteriors, ferides cròniques, queratosi actínica, pell clara, malaltia de Bowen, exposició a l'arsènic, radioteràpia, mala funció del sistema immunitari, carcinoma basocel·lular previ i infecció per VPH. El risc de radiació ultraviolada està relacionat amb l'exposició total en lloc de l'exposició primerenca. Els llits de bronzejat s'estan convertint en una altra font comuna de radiació ultraviolada. El risc també és elevat en certs trastorns genètics de la pell, com la xerodèrmia pigmentada i certes formes d'epidermòlisi ampul·lar. Comença a partir de cèl·lules escatoses que es troben a la pell. El diagnòstic es basa sovint en l'examen de la pell i es confirma mitjançant una biòpsia de pell.
Nous estudis in vivo i in vitro han demostrat que la regulació ascendent de FGFR2, un subconjunt de la família d'immunoglobines del receptor de factor de creixement dels fibroblasts (FGFR), té un paper crític a jugar en la progressió de les cèl·lules escatoses. La mutació del gen Tpl2 provoca la sobreexpressió de FGFR2, que activa les vies mTORC1 i AKT tant en línies cel·lulars primàries com metastàtiques. Només utilitzant pan-inhibidor FGFR, AZD4547, es podria atenuar la migració cel·lular i la proliferació cel·lular a CEC.
La disminució de l'exposició a la radiació ultraviolada i l'ús de protectors solars semblen ser mètodes efectius per prevenir el càncer de pell de cèl·lules escatoses. El tractament es fa normalment per exèresi quirúrgica. Això pot ser per simple escissió si el càncer és petit, en cas contrari es recomana la cirurgia de Mohs. Altres opcions poden incloure l'aplicació del fred i la radioteràpia. En els casos en què s'ha produït una propagació a distància es pot utilitzar quimioteràpia o teràpia biològica.
A partir del 2015, al voltant de 2,2 milions de persones tenien CEC en un moment donat. Representa aproximadament el 20% de tots els casos de càncer de pell. Al voltant del 12% dels homes i el 7% de les dones als Estats Units van desenvolupar un CEC en algun moment de la vida. Tot i que el pronòstic sol ser bo, si es produeix una propagació a distància, la supervivència a cinc anys és del ~34%. El 2015 va provocar unes 51.900 morts a escala mundial. L'edat habitual en el diagnòstic és d'uns 66 anys. Després de l'èxit del tractament d'un cas de CEC, les persones tenen un alt risc de desenvolupar més casos.

## Galeria

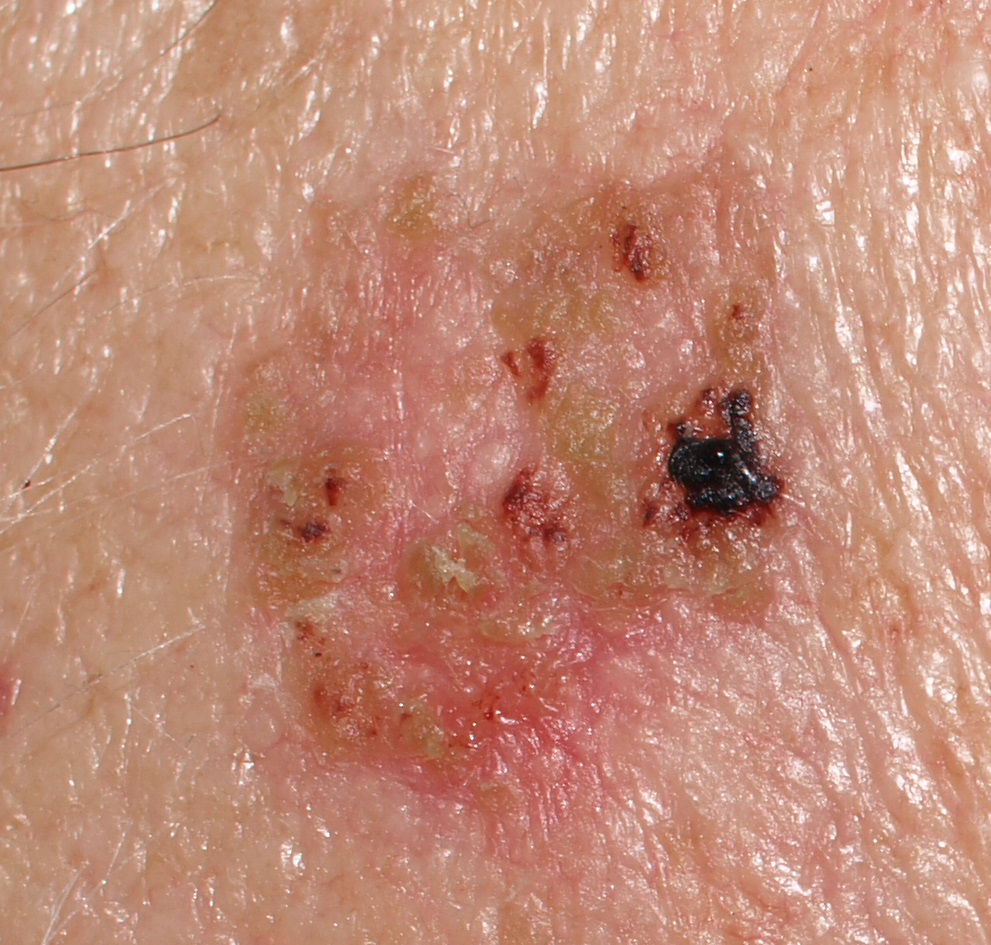
Malaltia de Bowen
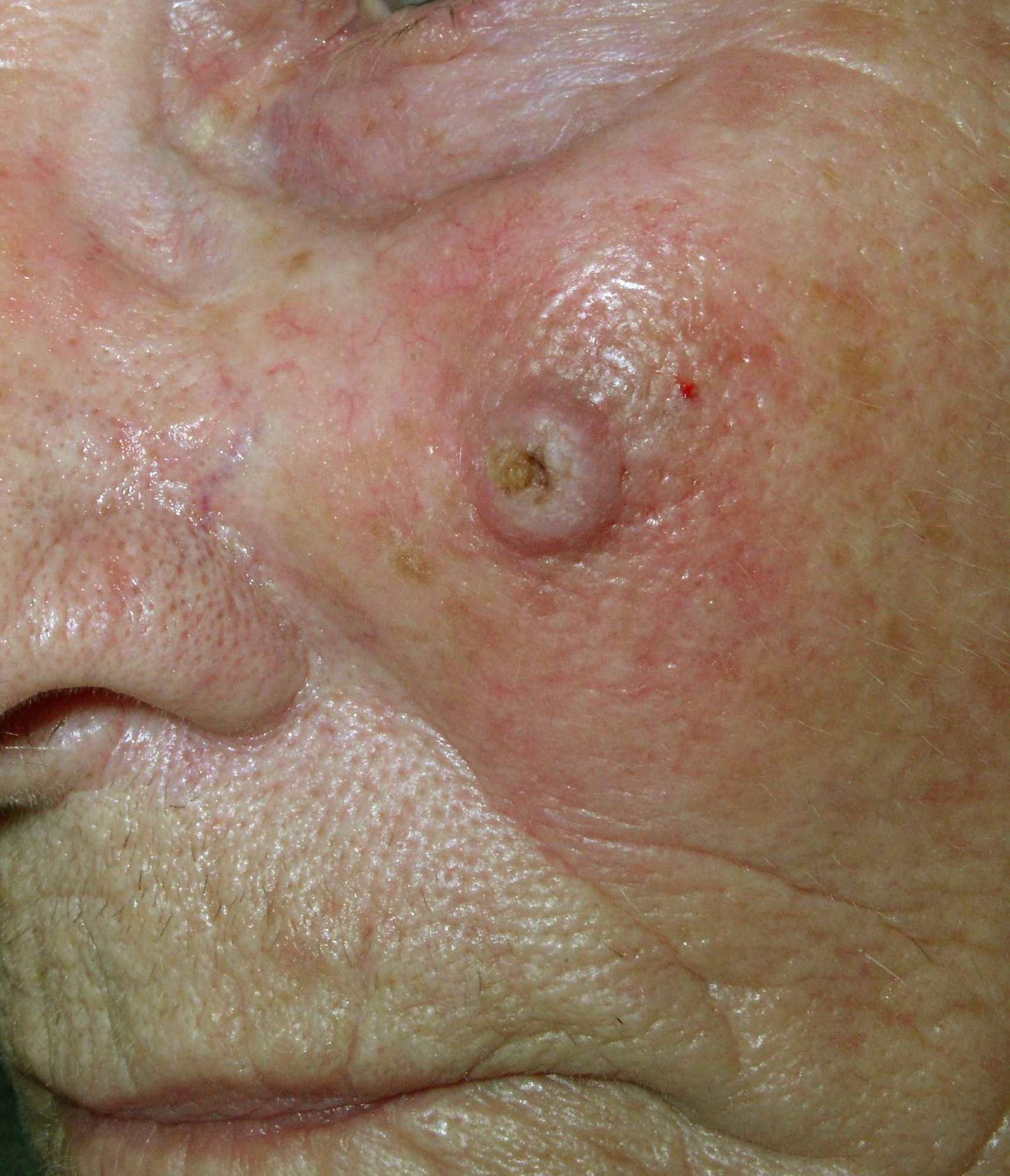
Nodular, en el pòmul d'una dona de 80 anys.
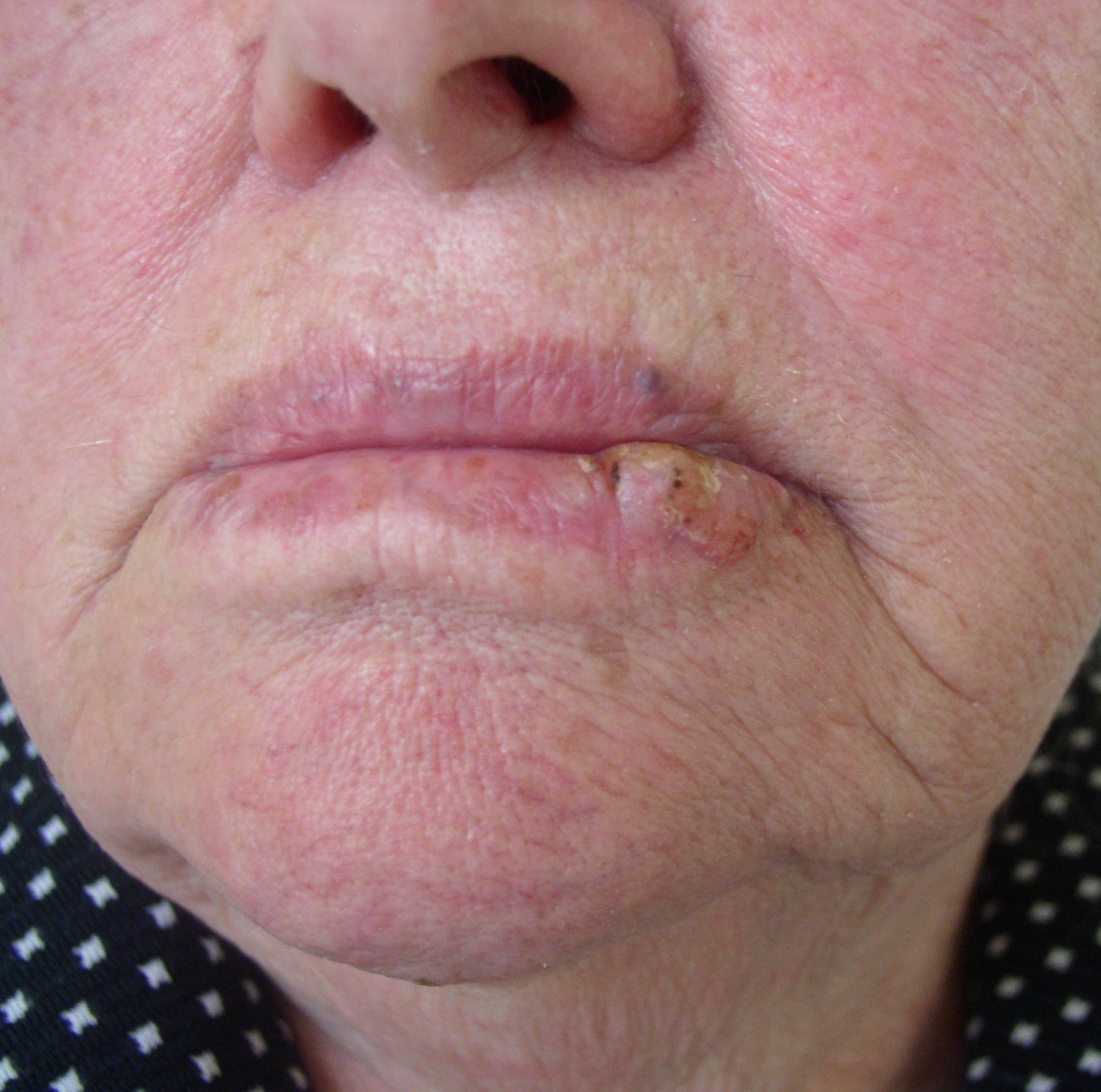
Amb afectació de la semimucosa del llavi inferior.
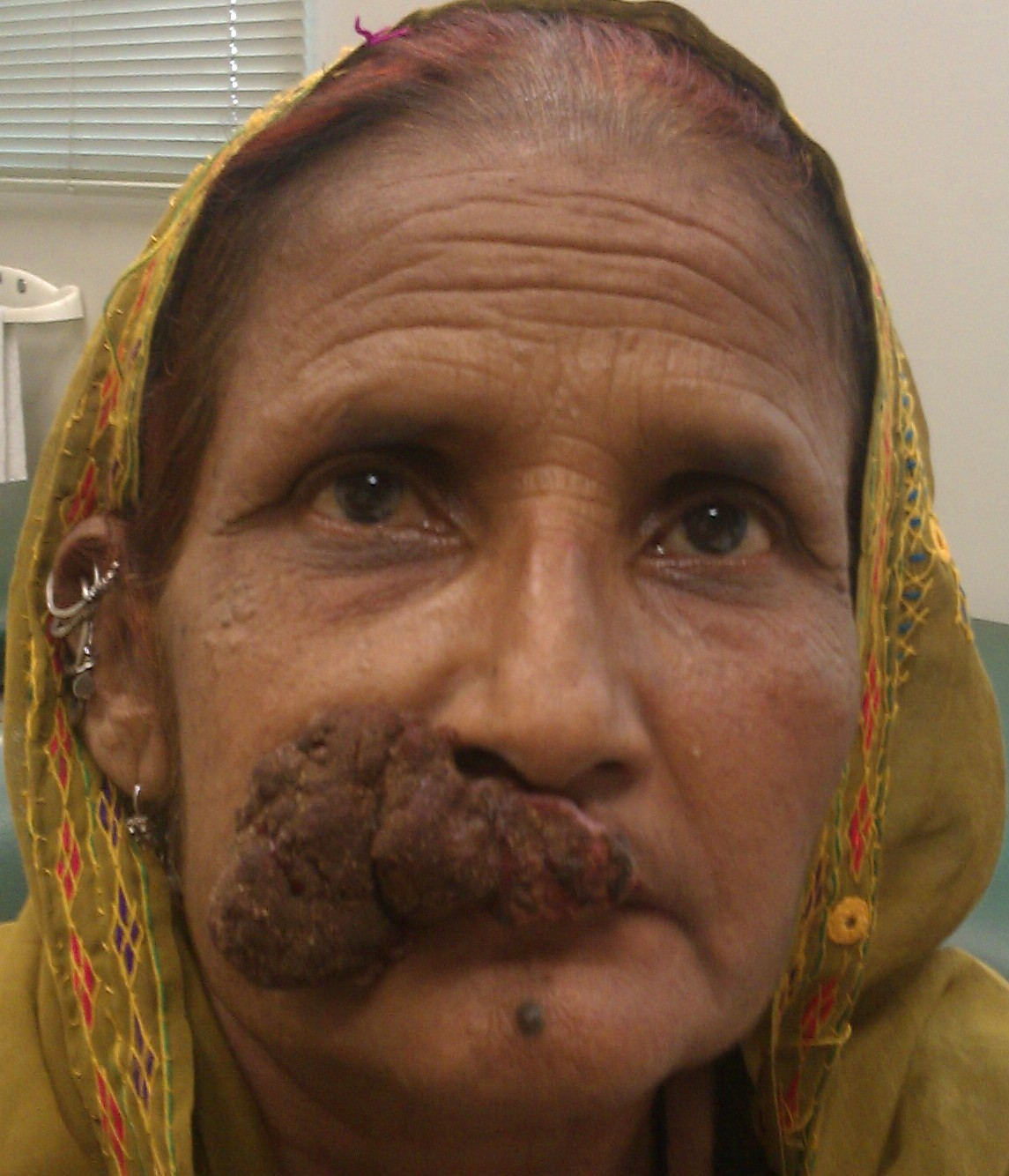
Amb extensa progressió d'una afectació del llavi superior.